# Opcja bermudzka
Opcja bermudzka (ang. Bermuda option, quasi-American option, Midatlantic option), zwana także opcja quasi-amerykańską lub środkowo-atlantycką – konstrukcja pośrednia między opcjami europejskimi i amerykańskimi. Daje ona nabywcy prawo realizacji opcji przed terminem wygaśnięcia, lecz nie przez cały okres życia opcji, jak to jest w przypadku opcji amerykańskich. Terminy, w których opcja może zostać przedterminowo wykonana, są ściśle określone w kontrakcie opcyjnym. W zależności od długości okresu, w którym można przedstawić opcję do realizacji, opcje bermudzkie w swojej charakterystyce i wycenie bardziej upodabniają się do opcji amerykańskich lub też do europejskich.